# 广州塔站 (地铁)
- 關於位于本站南侧，现名为「赤岗塔站」的广州地铁车站，請見「赤岗塔站」。
- 關於位于广州塔东北侧，前稱「广州塔东站」的海珠有轨1号线同名车站，請見「广州塔站 (有轨电车)」。
- 關於位于广州塔西北侧，已停用的海珠有轨1号线同名车站，請見「广州塔站 (有轨电车废站)」。

广州塔站是广州地铁3号线及珠江新城旅客自动输送系统（APM線）其中一个换乘站，同时也是珠江新城旅客自动输送系统的南端终点站。车站位于中國广东省广州市海珠区艺苑路滨江东路口南側的地底。于2005年12月26日随3号线首通段开通而正式启用。
本站APM線與位於附近的赤岗塔停车场接軌。同时也是APM線唯一一座設於天河区外的車站。

## 车站结构

### 车站楼层
广州塔站共设有3层，地面为车站各出入口，周边为艺苑路、滨江东路、广州塔、广州国际媒体港及邻近建筑；地下一层为3号线中庭平台和APM线站厅；地下二层为3号线站厅，APM线站台；地下三层为3号线站台。
負責控制APM线的赤岗塔控制中心設於本站APM线南面部分。
| 地下一层 | APM线站厅 | 售票机、客服中心、警务室、卫生间、母婴室、安检设施 |  |  |
|          | 换乘接口  | 非付费区来往 █3号线、█APM线                        |  |  |
|          | 3号线中庭 | 商店、安检设施                                     |  |  |
| 地下二层 | 3 站台    | █APM线 林和西方向（下站：海心沙）                  |  |  |
|          | 岛式站台  |                                                    |  |  |
|          | 4 站台    | █APM线 终点站台                                    |  |  |
|          | 3号线站厅 | 售票机、客服中心、警务室                           |  |  |
| 地下三层 | 2 站台    | █3号线 机场北或天河客运站方向（下站：珠江新城）    |  |  |
|          | 岛式站台  |                                                    |  |  |
|          | 1 站台    | █3号线 海傍方向（下站：客村）                      |  |  |

### 站厅及換乘
广州塔站共设有2个站厅，APM线站厅位于地下一层、3号线站厅位于地下二层。由于配合路轨过江深度要求，3号线车站与动物园站一样，地下一層為出入口平台层。兩個車站的地下一層均有中空設計，是為本站的特色。地下一层平台层与APM线站厅层的联络接口设于车站南北两侧。
兩線之間通過在地下一層聯通的站廳進行換乘。但由於APM線為獨立計費，因此兩線車站的付費區並沒有合併，乘客換乘時需要先出閘，到達另一條線站廳再入閘進行換乘。
每个站厅与站台之间均设有多組扶手电梯、楼梯以及专用电梯可供乘客来往站厅以及月台，其中3号线的专用电梯雖然可从月台层直达至平台層，但由于3号线平台層为全部区域非付费区，因此使用轮椅及婴儿车的乘客如果需要使用专用电梯直接前往平台层，则需要向工作人员寻求協助。
另外，广州塔站设有2间全家便利店和、美心西饼及周黑鸭等商店，所有商店均位于3号线平台層南北两侧。此外本站也设有自動售賣機和自动售卡/充值机等设施。
本站的公共卫生间和母婴室均设于APM线站厅范围，其中公共卫生间设于站厅西南侧（付费区内），母婴室则设于站厅北侧（付费区外）。
- 3号线站厅
- 3号线站厅中庭
- APM线站厅

### 月台

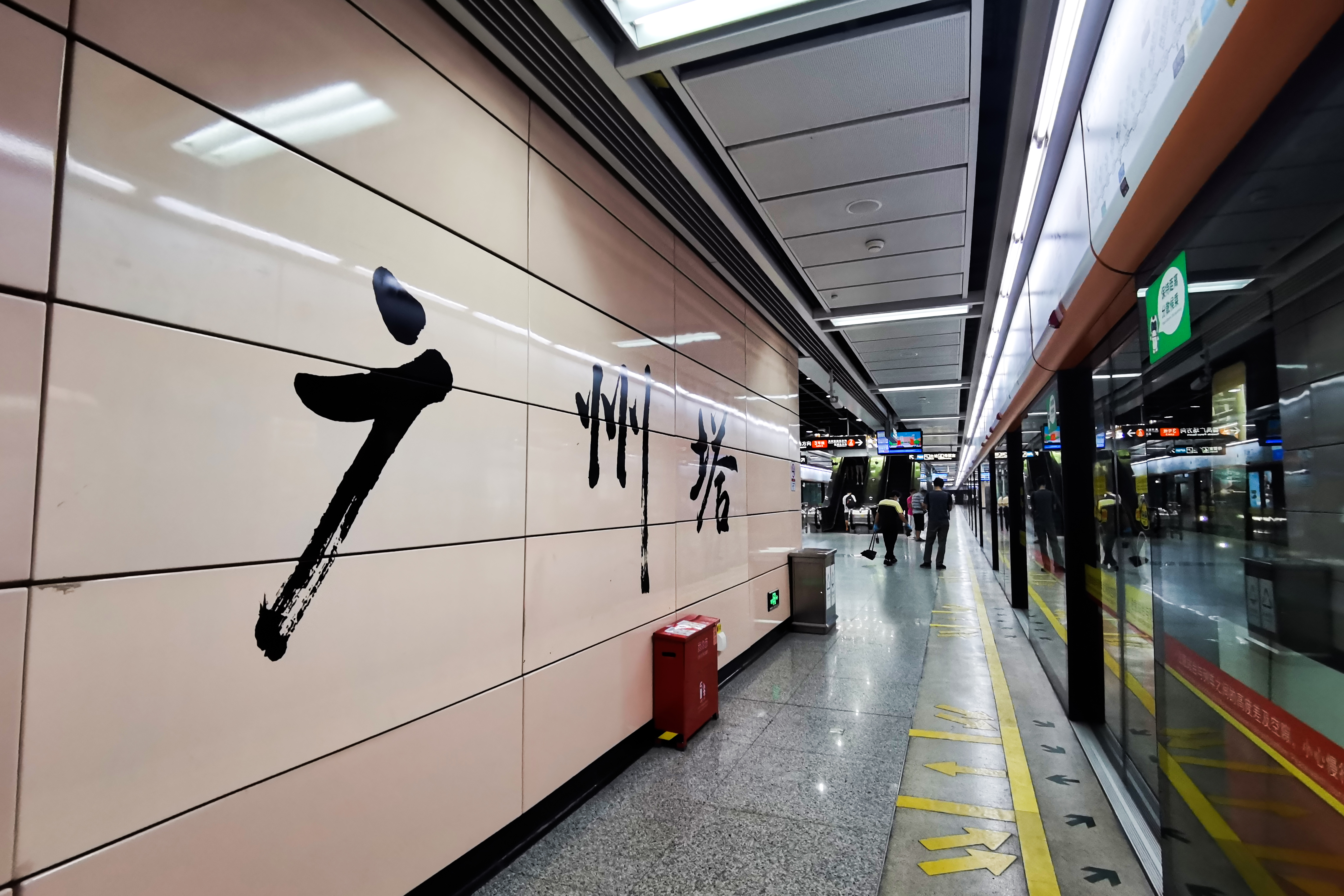
2号站台

本站3号线和APM线均为岛式月台，位于藝苑路（近广州塔地面广场西侧）的地底。APM线月台位于地下二层，3号线月台位于地下三层。
另外，本站APM線南端設有一組交叉渡線，不仅可以供APM線所有上线运营列車使用該組渡線进行折返，同时也可以供APM线列车收车及退出运营服务时使用该组渡線进出赤岗塔停车场。

### 出入口
广州塔站目前設有4個出入口供乘客进出，分别为3号线站厅站厅西侧边角位的A、B出入口，以及APM线站厅东侧边角位的两个無編號出入口。其中APM线站厅的两个無編號的出入口可前往广州塔地面平台，东南角的出入口亦可通往广州塔广场。
|                                                     |                                                           |      |          | |
|                                                     |                                                           |      |          | |
| 编号                                                | 设施                                                      | 照片 | 出口指示 | 建议前往的目的地                                                                                                |
| 3号线站厅                                           |                                                           |      |          | |
| A                                                   | 盲道标志 · 扶手电梯标志                                   |      | 艺苑路   | 阅江西路、滨江西路、海心桥、广州塔 有轨电车：海珠有轨1号线 广州塔站                                             |
| B                                                   | 盲道标志 · 轮椅升降台标志 · 无障碍通道标志 · 扶手电梯标志 |      | 艺苑路   | 艺洲路、广州塔、赤岗塔、赤岗领馆区、广州市广播电视台、广州塔广场 广州地铁：赤岗塔站（A出入口） 公交：广州塔西站 |
| 註： 設有 \| 設有 \| 設有輪椅升降台 \| 設有扶手電梯 |                                                           |      |          | |

## 接駁交通
广州塔站在艺苑路两旁设有广州塔西公交车站。
另外，本站距離12號線的赤岗塔站相距约400米，惟兩者並非正式換乘站。若通过3号线前往赤岗塔站转乘12号线，則需要出站，同時會被當作兩段車程處理。乘客可在本站A出入口出站步行前往赤岗塔站A出入口。
| 编号 | 编号        | 线路             | 线路 | 线路                 | 收费 | 备注                   |
| ---- | ----------- | ---------------- | ---- | -------------------- | ---- | ---------------------- |
|      | 11          | 大元帅府         | ⇆    | 广州火车东站         | 2元  |                        |
|      | 262         | 珠江帝景苑       | ⇆    | 新洲码头             | 2元  | 经赤岗北路（艺洲路口） |
|      | 468         | 海琴湾（下渡路） | ⇆    | 土华                 | 2元  |                        |
|      | 旅游观光1线 | 黄埔古村         | ⇆    | 珠江泳场（海印公园） | 2元  |                        |

| 编号 | 编号         | 线路   | 线路 | 线路   | 收费     | 备注             |
| ---- | ------------ | ------ | ---- | ------ | -------- | ---------------- |
|      | 城市新中轴线 | 广州塔 | ↺    | 广州塔 | 日票50元 | 日间双层观光巴士 |

## 利用情況

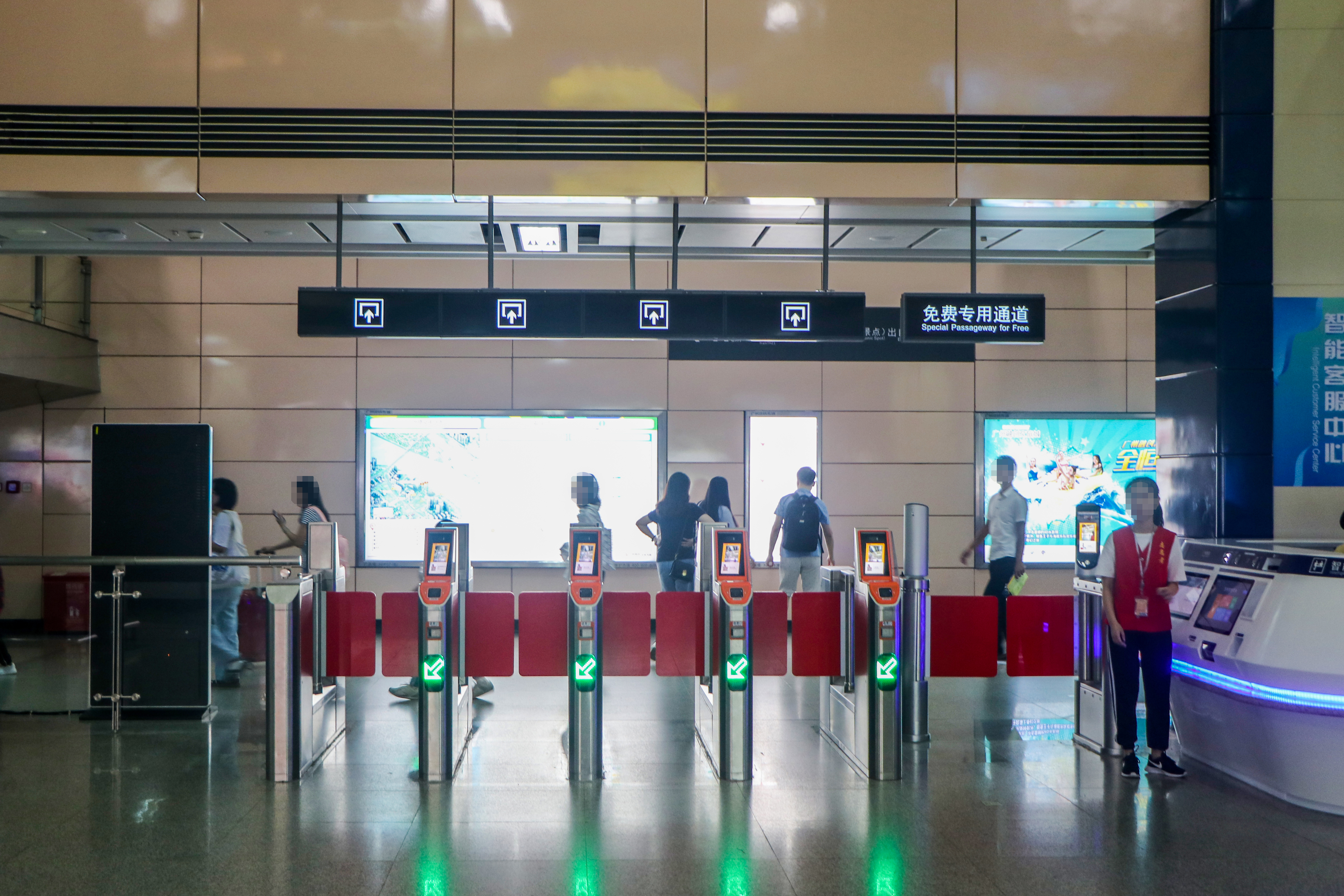
位于3号线站厅的人脸识别出站闸机

广州塔站周边大部分为住宅区，也有住在滨江东路的居民或者住在赤岗一带的居民绕过客村站为由经公共汽车前往该站，其中地标性建筑广州塔亦在车站附近，故本站使用該站出入閘的人流均以遊客為主，亦有部分附近的居民使用本站。
本站在上下班高峰期，有不少3号线南部沿線的乘客利用本站转乘APM线前往珠江新城或天河北CBD地區，以避開3號線的人潮或避免在人多擠迫的體育西路站換乘；周末、节假日以及寒暑假的时候，许多游客会利用本站前往广州塔观光游玩，乘搭有轨电车，或转乘两线前往花城广场等地，客流量相当高。若广州塔附近舉辦重大活动时，客流更會急劇上升，严重时需实行客流控制以维持本站秩序。2023年暑运期间，本站更需要从下午4时30分至晚上11时30分实行常态化客流控制。2025年随着12号线开通，运营方建议可通过赤岗塔站乘坐地铁，意图分散本站客流。
在有轨电车开通运营后，有部分来自广交会的客商及參觀遊客會取道本站换乘有轨电车前往广交会展馆附近的会展中站，以避免前往人多擠迫的客村站換乘8號線。
2019年9月9日起，该站试行刷脸过闸服务，乘客可在广州地铁乘车码微信小程序或广州地铁客户端上实名注册个人信息，并绑定支付方式即可在本站刷脸过闸。同时，该站也试行智能客服、智慧安检、站台异物检测等智慧服务。

## 历史

### 3號線
在2000年的廣州市軌道交通近期線網規劃實施方案中，當時並沒有本站。为提升车站所处地点的观光价值，地铁公司于2001年决定新增赤岗塔站。2002年，3號線全線動工。2004年8月3日，經過本站的珠江新城至客村右線順利通過640米寬的珠江，抵達南岸。2005年12月26日，3號線首通段（廣州東站至客村）開通試營運，本站啟用。

### APM線
2006年6月30日，珠江新城旅客自動輸送系統（APM線）正式開工，本站作為該線的南端終點站。2010年11月8日，APM線（林和西至歌劇院）開通試運營，但本站由於亞運安保原因未能同時啟用。但列車在歌劇院站清客後仍然到本站折返。11月28日亞運結束後，本站及其換乘功能正式啟用。
值得一提的是，APM线的终点落客月台从APM线车站启用至2013年12月之間的列车到站廣播只有普通話和英語而沒有粵語，直至2013年12月底易名「廣州塔站」時才獲增加。

### 车站命名
3号线起初以“赤岗塔”命名是由於当年規劃及興建時本站附近没有任何地标性建筑，因此只能選擇距离较远的赤岗塔作為臨時名稱。APM线开通前夕，因广州塔尚未获得正式命名，故市地民办仍在2010年3月批复“赤岗塔”站名，同时明确待建筑物正式定名后再变更地铁站名称。
广州塔向公众开放逾月后，市地名办在2010年11月15日通知地铁公司，“电视观光塔”已正式命名为“广州塔”，要求變更此站站名。最终地铁公司在2013年12月28日新线开通时，正式将本站由「赤岗塔站」更名為「广州塔站」，APM线的大剧院站也在同一时间更名。

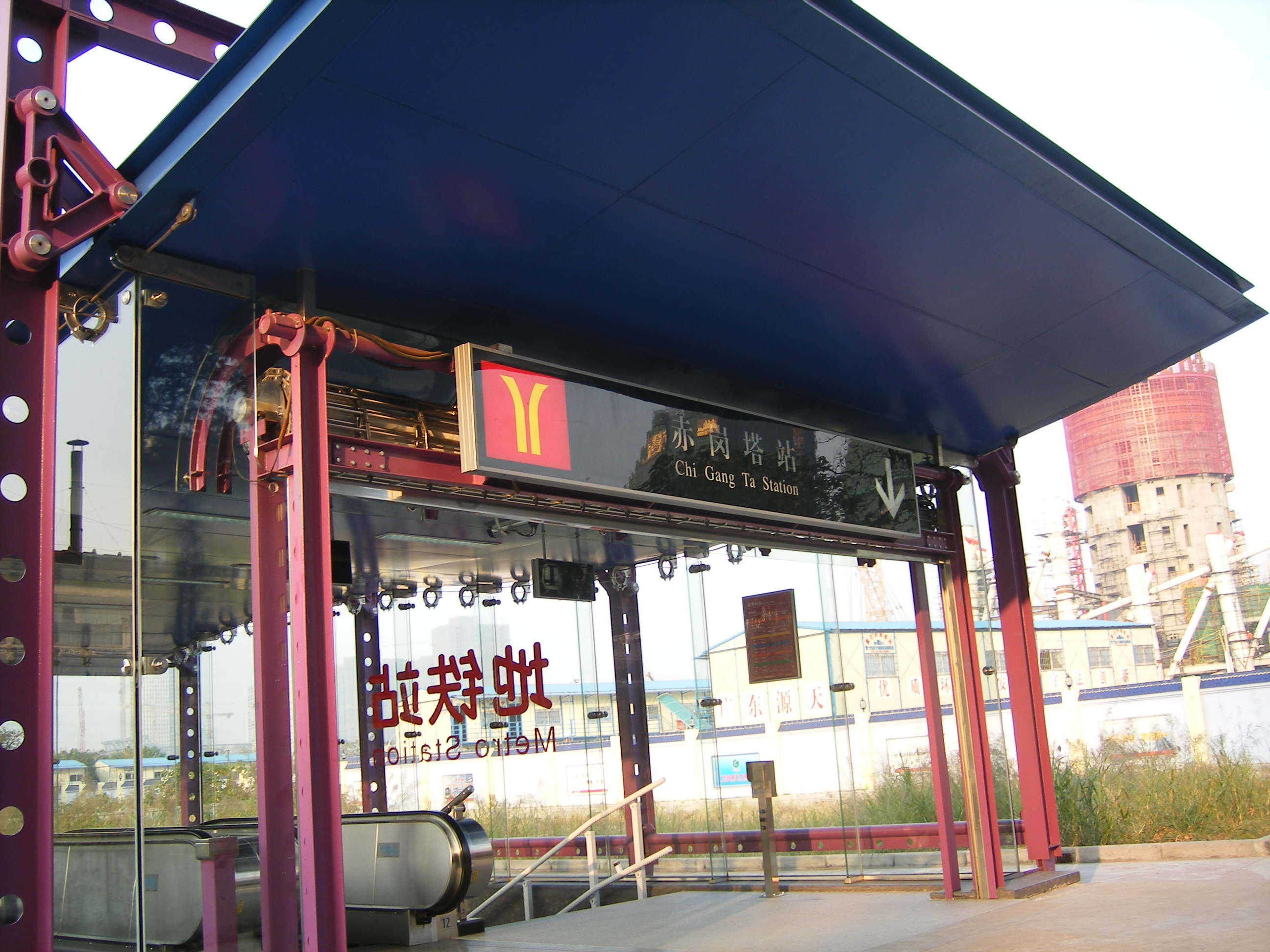
車站啟用時的站名
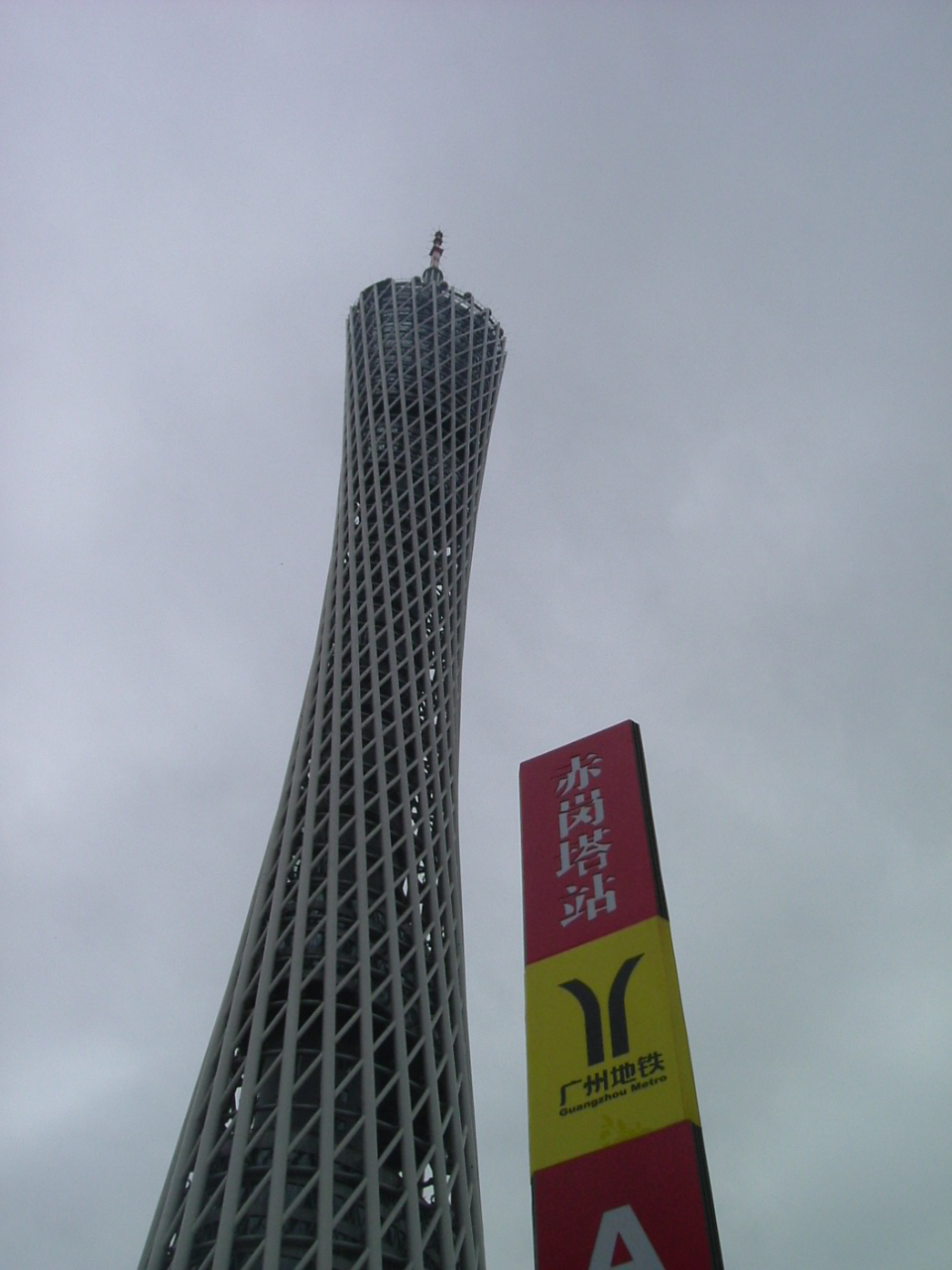
广州塔刚启用时，本站名称仍然为“赤岗塔站”（2010年）

### 运营事件
2022年末疫情期间，本站曾受防控措施影响，于2022年11月5日9时至11月30日下午暂停进出站，仅保留站内换乘功能；期间为服务成人高考等考试考生，5日及6日的早上9时前仍可进出站。

## 未来发展

### APM线南延綫
2014年8月上旬，市规划局在“四馆一园”建筑设计竞赛的发布会上，透露了“四馆一园”的规划设计会把APM南延线纳入考量。但目前APM南延线属于概念性规划，还没有具体的方案。但由于現有APM线在興建时，并未考慮到路線會繼續從本站向南延伸，因此设计时並没有预留延伸的條件。因此若延伸方案落实，本站站后包括赤岗塔停车场则需要进行改建，以配合工程。

### 赤岗塔停车场
同時赤岗塔停车场未來將會擴建，在艺苑小区地底建造第二期，工程投影面积为7563.0平方米。受艺苑小区拆迁的影响，且APM线客流没有达到预期，無須增購列車，因此停车场二期仍未有擴建的需求。